# 페르디난드 마르코스
페르디난드 에마누엘 에드랄린 마르코스(스페인어: Ferdinand Emmanuel Edralin Marcos, 1917년 9월 11일~1989년 9월 28일)는 필리핀의 법률가이자 독립운동가, 정치가로, 필리핀의 제10대 대통령이자 제11대 상원 의장, 제3대 총리이다. 1965년 대통령이 된 뒤 21년간 장기집권하면서 1972년 계엄령을 공포하여 정적과 언론인을 투옥하는 등 독재체제를 구축하였다. 장장 20년간 필리핀을 철권통치하며 계엄령 선포, 민주주의 탄압 등으로 악명을 떨쳤다.
대학 재학 중 1933년 정치가인 아버지의 정적을 살해했다가 체포되어 1939년 11월 유죄 판결을 받았으나 대법원에 상소하여 1년 뒤에 무죄 판결을 받았다. 그 뒤 마닐라에서 법정 전문 변호사로 개업하고 제2차 세계 대전 때에는 장교로 항일 전쟁에 참전했다. 한때 필리핀 바탄에서 일본군 포로가 되었으나 탈출에 성공, 항일 게릴라 지도자로 활동했다.
필리핀의 하원 의원과 상원 의원을 거쳐 1965년에 필리핀 자유당의 대통령 후보자로 내정되었다가 밀려나자 상원 의장직을 차지했음에도 탈당, 필리핀 민주당으로 당적을 옮긴 뒤 대통령에 당선되었다. 1972년 9월 계엄령을 선포하여 정당활동을 금지하고 정적과 언론인을 투옥하였다. 대통령 집권 초기에는 경제 개혁을 추진하고 공산주의 체제 하의 국가들과도 외교를 맺었고, 높은 지지율을 얻어 1969년에도 재선되었지만, 경제 사정 악화와 개혁 실패 등에 부딪혀 독재 정치를 하기 시작했고 부패를 일삼았다. 1976년 헌법을 개정하여 대통령의 권력을 강화하고 1981년 1월 계엄령을 해제, 정치범 일부를 석방했다. 1983년 베니그노 아키노(Benigno Aquino) 암살 사건을 계기로 범인으로 몰리기 시작했고, 온갖 부정을 저질러 1986년 대선에서 코라손 아키노를 낙선시키고 재선에 성공했으나 반정부 시위의 여파로 그해 2월 자진 사임하였다.
사임 이후 하와이로 망명하여 그곳에서 사망했다. 배우자 이멜다 마르코스는 정치인으로, 마르코스 대통령 재임 기간 동안 큰 영향력을 발휘했다.

## 경력

### 생애 초반

#### 출생과 유년 시절
페르디난드 마르코스는 1917년 9월 11일 루손에 있는 사라트의 한 마을(마닐라에서 태어났다는 얘기도 있음)에서 마리아노 마르코스('페르디난드 추아'라는 얘기가 있으나, 추아는 그의 대부의 이름이다)와 호세파 에드랄린의 아들로 태어났다. 일로코스 사람으로 중국계와 일본계 그리고 필리핀 원주민의 혼혈인이다. 마르코스는 '15세기의 중국 해적의 후손'이라고 말했다.
어린 시절, 마르코스는 부족함 없이 풍족하게 살았다. 학교에서도 뛰어난 학생이었고, 권투와 사격에서도 뛰어난 편이었다.

#### 학창 시절과 변호사 개업
마르코스는 마닐라에 있는 학교를 다녔다. 대부 페르디난드 추아가 학업의 뒷받침을 해 주기도 했다. 비록 어린 시절 교육은 마닐라에서 받았으나, 대학 교육은 마닐라 밖에서 받았다. 1930년대 후반 마닐라 시 근교에 있는 필리핀대학교에 진학해 법률을 전공했다. 그 무렵 아버지가 내셔널 어셈블리를 운영하곤 했으나, 국회의원인 훌리오 날룬다산에 의해 실패하고 만다. 한편 1933년 마르코스는 아버지의 정적인 날룬다산의 암살에 가담, 날룬다산의 살인 혐의로 기소되었지만, 스스로 무죄를 증명하여 석방된다.
1939년 11월 유죄 판결을 받고 투옥되었으나 필리핀 대법원에 상소하여 1년 뒤에 무죄 판결을 받고 풀려났다. 그 뒤 마닐라에서 법정 전문 변호사가 되어 개업하였다.

#### 태평양 전쟁기 항일 전쟁 참전
그러던 중 1940년대에 접어들어 태평양 전쟁이 일어나고 제2차 세계 대전이 일어나게 된다. 이 무렵 마르코스는 정치 활동에 전념하게 된다. 때마침 제국주의 체제의 하나였던 일본이 필리핀을 점령하게 되고, 마르코스는 군대에 입대하게 된다. 그 와중에 항일 투쟁에 참가했으나, 일본군에게 포로로 잡히고 만다. 다행히 그는 바탄으로부터 중부 루손섬에 이르는 '죽음의 행진'에서 살아 남아 기적적으로 탈출에 성공하고, 탈출 후 게릴라군 지도자가 되었다.
1954년 마르코스는 미인대회 우승자이기도 했던 이멜다 로무알데스(뒷날 남편 성을 따라가서 이멜다 마르코스로 개명)와 결혼하여 네 명의 자녀를 두었다.
딸 아이미 마르코스, 아이린 마르코스, 에이미 마르코스, 아들 봉봉 마르코스이다. 부인인 이멜다는 마르코스의 동반자이기도 했다.
부인 이멜다는 훗날 1972년의 계엄령 선포 이후 그의 정권에서 실질적인 실력자로 부상했다. 그녀는 많은 돈을 벌어들일 수 있는 정부와 산업체의 요직에 친척들을 앉힘으로써 자주 비난을 샀고, 그녀 자신도 1975년 수도 마닐라 시장(1975년~1986년)이 된 이후 1979년에는 주택환경부 장관직을 겸임했다.

### 정치입문

#### 정계 입문 초기
마르코스는 필리핀 대학교에서 법률학을 전공하였고, 1936년 변호사가 되어 활동하다 정계에 진출하였고, 1946년 마누엘 로하스(Manuel Roxas) 대통령 하에서 대통령 보좌관을 맡기도 했다.
1947년 마르코스는 마누엘 로하스의 보좌관직을 사임하였다. 이후 정계에 입문, 그는 1949년 하원의원 선거에 당선되고 1959년에는 상원의원을 거쳐 1946년에 창당된 자유주의 정당인 필리핀 자유당 총재와 상원의장까지 역임했다. 1939년부터 1944년까지는 국무장관, 1942년 상무장관, 1946년 보좌관, 1948년 곡무장관 등으로 근무했고 1950년 수도 마닐라의 시장이 되었다(배우자인 이멜다도 훗날 마닐라의 시장이 된다).

#### 대통령 당선
그러던 중 마르코스는 점차 대권야욕을 드러내기 시작했다. 그 무렵 마르코스는 1965년 대선의 자유당 후보로 지명되었다. 하지만 디오스다도 마카파갈(전 대통령이자 필리핀의 두 번째 여성 대통령인 글로리아 마카파갈아로요의 아버지)에게 빼앗기게 되고, 이에 분노한 나머지 자유당을 탈당해 1907년 창당된 보수주의 정당인 필리핀 국민당으로 당적을 바꾸게 된다.
1965년부터 필리핀의 상원 의회 의장이 되었지만 그는 대통령직에 대한 욕심을 버리지 않았고 자유당의 디오스다도 마카파갈과 경쟁했으며, 엄청난 선거자금을 들인 치열한 공방전을 벌인 끝에, 마르코스는 필리핀 제10대 대통령으로 당선되었다. 재직 초기에는 농ㆍ공업 정책을 시행하는 등 민주정권을 지향하였으나 훗날 1972년 9월 계엄령을 선포하여 정당활동을 금지하고 정적과 언론인을 탄압, 투옥하는 등 독재자가 된다.

##### 재직 초기

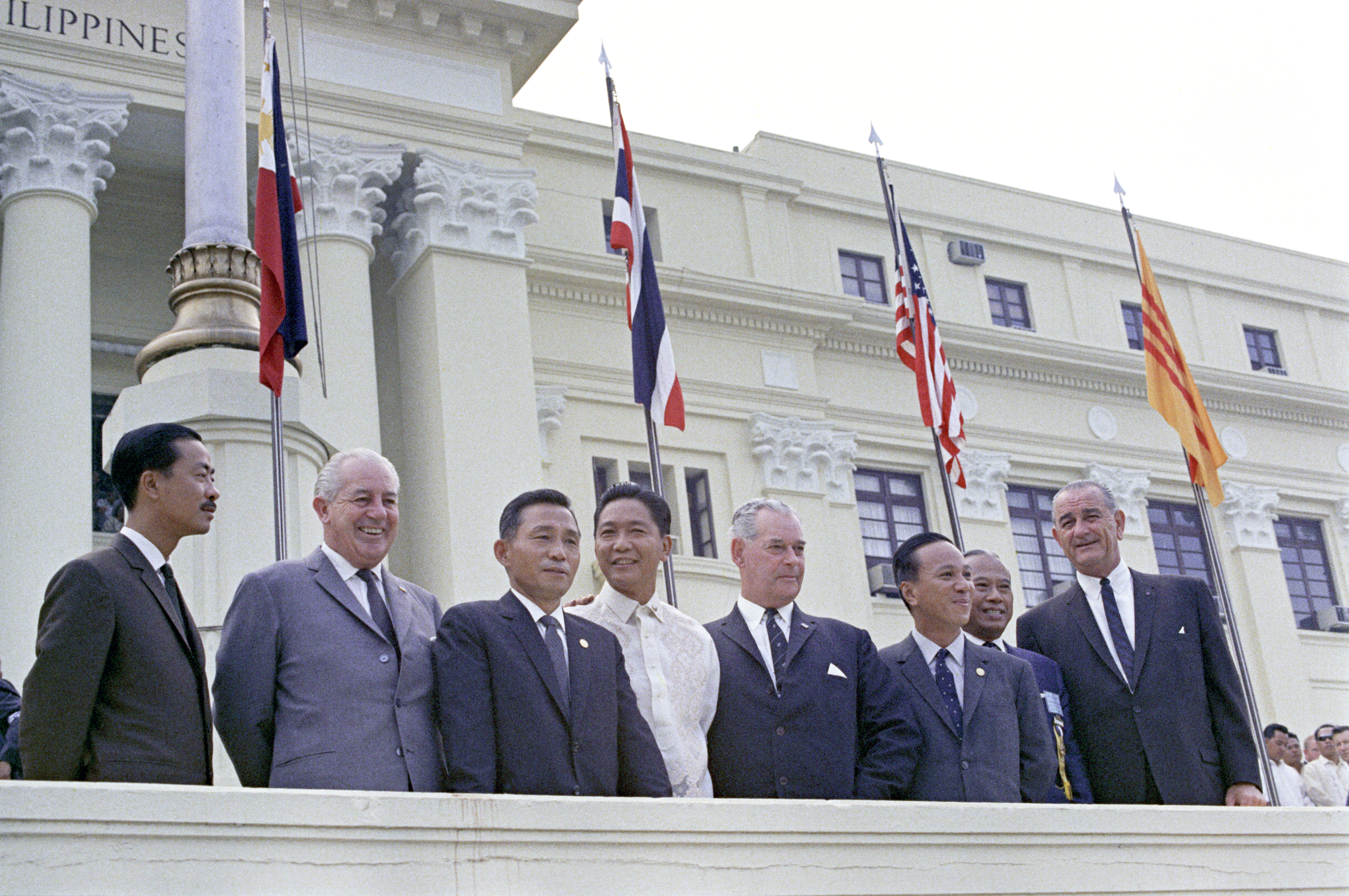
마닐라에서 동남아시아 조약 기구 회의를 주최한 마르코스(왼쪽에서 4번째).

대통령에 오른 마르코스는 당시 높은 실업률을 보이던 필리핀의 실정을 알게 된다. 첫 임기에서 그는 농업, 공업, 무역 부문에서는 발전이 이루어졌으며 중소 경공업 육성 정책으로 막대한 외환을 벌어들였으나, 행정부는 학생 시위대의 시위와 도시 게릴라들의 테러 행위로 시달려야 했다. 그는 "민주 공화국"을 목표로 내걸었고, 농업, 공업 부문 집중 육성 정책을 실시하는 등 경제 개혁 정책들과 교육 진흥 방안 등 국가 재건 사업을 실시, 성공을 거두었다.
또한 자신은 반공주의자였음에도, 친미 반공 외교를 꾀하던 필리핀의 외교 정책을 바꾸어 공산 국가들과도 외교 관계를 맺어 많은 지지를 얻게 된다. 그의 집권 기간 동안 사회적인 문제를 어느 정도 해결하는 데 성공했고, 높은 지지율을 받고 1969년 대선에서도 무난히 재선한다. 이로써 대통령직을 연임하는 최초의 필리핀 대통령이 되었다.

##### 재선과 국내 갈등

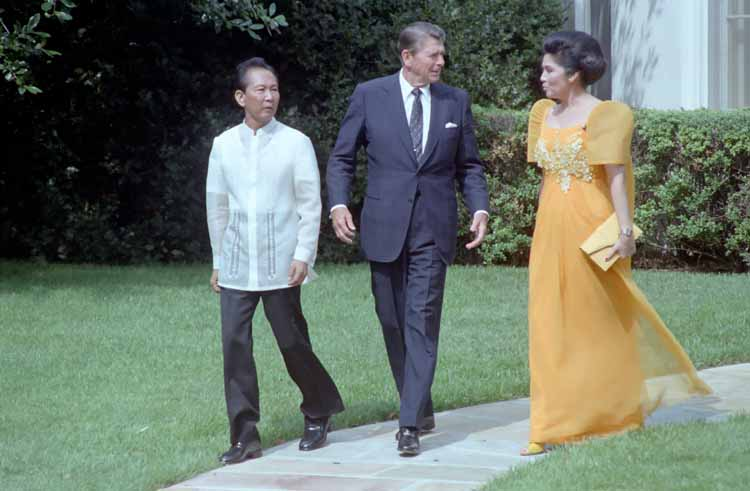
1982년 레이건 대통령과 함께 한 마르코스 부부

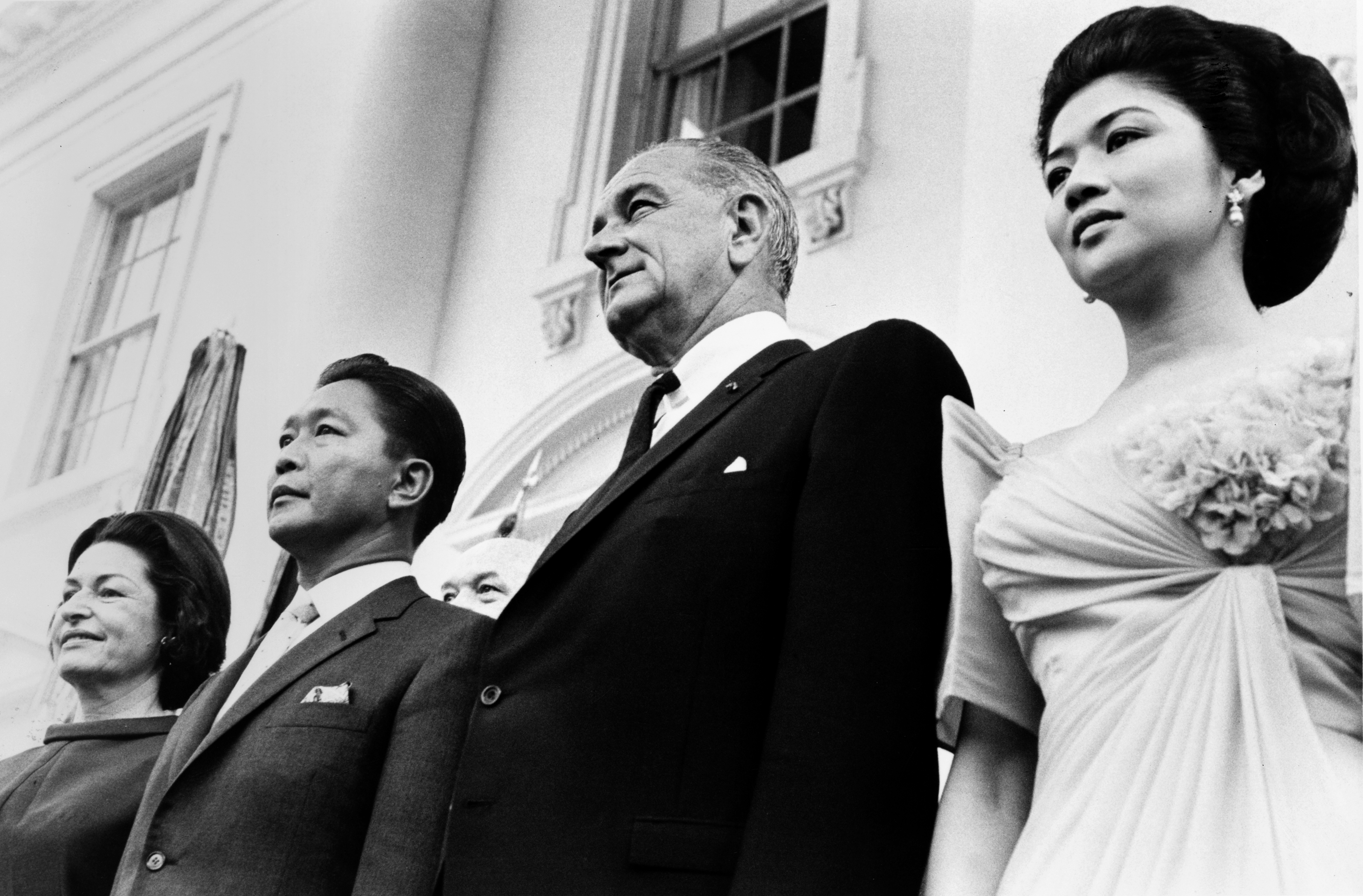
백악관에서 존슨 대통령 부부와 함께

그러나 두 번째 임기에서는 첫 번째 임기에서 의욕적으로 시행했던 정책들의 효과가 점점 떨어지기 시작했다. 경제 사정이 악화되는 등 필리핀의 국가 이미지의 그림자가 드리워지게 된 것이다. 거기다가 자신이 그토록 싫어하던 공산당이 부활하고, 한편으로 이슬람 세력들이 필리핀으로부터 분리의 조짐을 보이게 된다.
그는 공산주의자와 파괴분자들이 국가적 위기상황을 촉발시키고 있다고 주장하면서 강력한 정부와 헌법의 필요성을 주장하며 신속하게 일련의 조치를 취했다. 야당 정치인들은 유언비어 유포와 선동, 선전 혐의로 투옥되었고 군부를 중용하여 체제의 기반으로 작용했다. 더욱이 공산주의 세력들과 학생 운동가들이 폭동을 일으키자, 이에 분노한 나머지 1972년 포고령 1081호 의한 계엄령을 선포한다.

#### 계엄령 선포 이후
1972년 9월 21일 마르코스는 비상 계엄령을 선포했다. 이 계엄령에 대해 간단하게 설명하자면, 1935년에 제정된 헌법을 정지한다는 것이다. 이에 따라 야당을 탄압하고 언론과 표현의 자유를 탄압하는 등 차츰 독재자의 길로 가기 시작했다. 이 무렵 마르코스는 자신의 정치를 비판하던 정치인인 베니그노 아키노(Benigno Aquino)와 호세 디오코노(José Diokono)를 투옥하고, 이듬해인 1973년에는 헌법을 제멋대로 뜯어고쳐 연임 제한을 폐지하는 등 장기 집권의 길을 열어놓게 되었다. 물론 대통령의 비상대권을 강화하기도 했다. 그 뒤로, 마르코스는 경제가 아닌 권력에만 집중하게 된다.
그의 계엄령은 교회지도자와 이슬람 지도자, 8년 동안 수감되었던 베니그노 아키노를 비롯한 정치지도자, 지식인, 학생 운동가 등이 격렬하게 반대했으며 지역에서는 이슬람 분리주의자들과 마오쩌둥(毛澤東) 주의와 마르크스 레닌주의를 추종하는 공산주의자들이 각각 해외에 마르코스 정권에 대한 지지를 철회할 것을 호소하는 한편, 무장 단체를 구성하여 마르코스 정권의 전복을 목표로 게릴라 활동에 돌입했다. 그는 이들을 모두 무력으로 강경진압하고 지도자들을 투옥, 사형에 처한다. 계엄령 하에서 그는 대통령의 인신보호영장제도(人身保護令狀制度)의 유보 권한 확립 등 대통령 권한을 강화했다.
1978년 부인 이멜다를 각료로 임명하고 친척과 측근들로 족벌, 친위 체제를 구축하였다. 그는 가톨릭 교회의 지지를 받지 못하였으며, 공산주의자 및 사회주의자, 무슬림 분리주의자, 기독교 운동가 등의 저항을 받았다.
비록 1981년 1월 계엄을 해제했으나, 독재를 계속 강행하였다. 그러고도 자신의 권력남용은 계속되었다. 1979년에는 사치와 낭비, 권력남용으로 물의를 빚던 부인 이멜다 마르코스 마닐라 시장을 주택환경부 장관직을 임명하여 겸임하게 했다. 지식인층의 원성은 계속되었다. 이후 다양한 헌법 유형 아래서 권위주의적 통치를 계속했고 1981년 6월 명색뿐인 야당후보와 경선하여 신(新)헌법에 따른 새로운 대통령이 되었다.

##### 권력남용과 비리

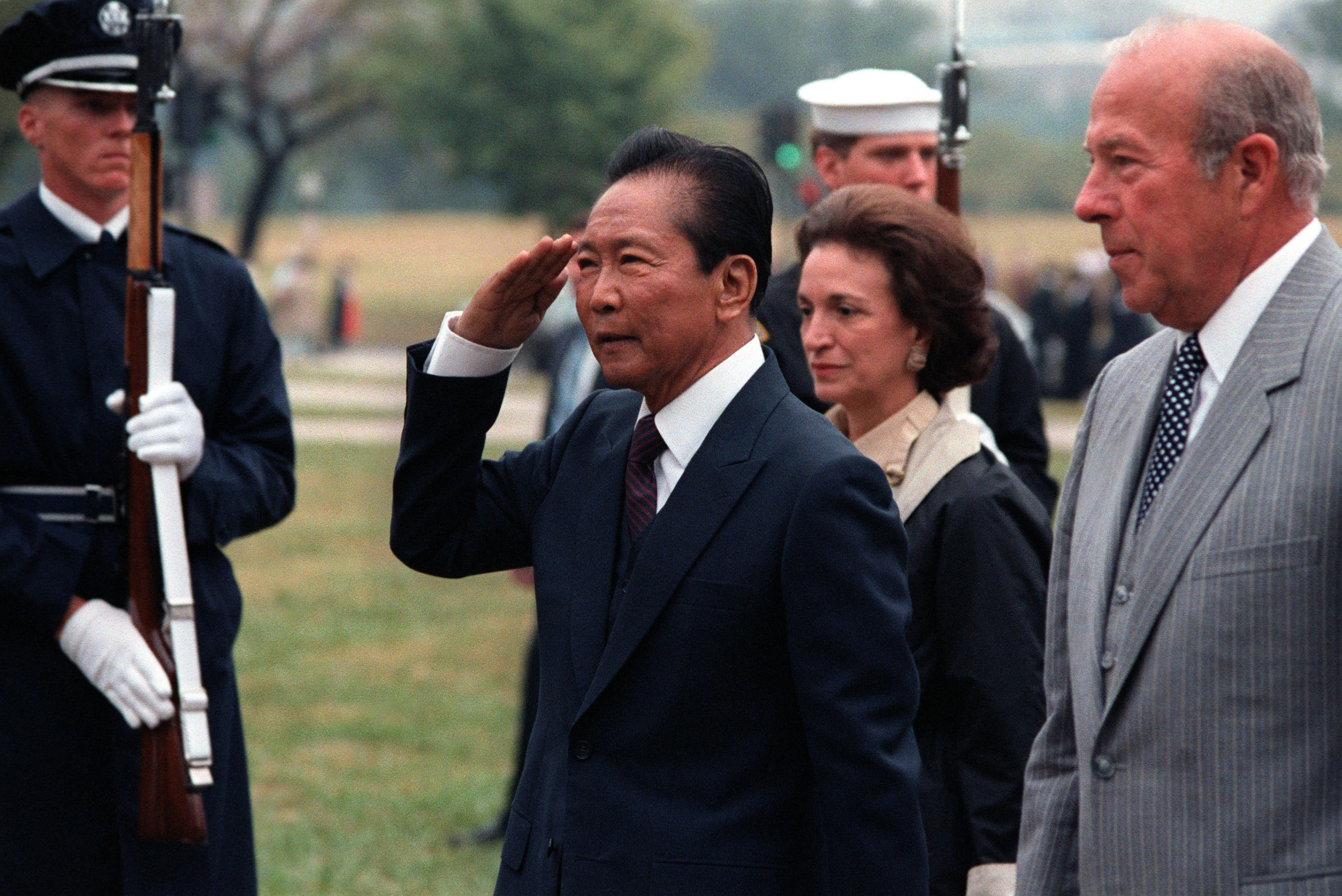
조지 슐츠 국무장관과 함께 (1982년).

마르코스는 헌법 개정 이후, 스스로 권력에만 집중하게 되고, 국민들을 자기 마음대로 대하기 시작했다. 더욱이 마르코스는 미국으로 받은 지원금을 문화 센터 건설에 사용하고 스위스 은행의 개인 계좌에 착복하는가 하면 배우자인 이멜다 마르코스는 엄청난 사치에 빠져 명품만 밝히는 등 필리핀의 경제 사정을 악화시켰다(실제로 그녀에게는 수천 켤레의 구두가 있었다고 함). 이로 인해 필리핀 국민들의 삶은 어려워지기 시작했고, 한때 일본보다 부유하던 필리핀은 점점 후진국의 길로 가기 시작했다.
마르코스의 폭정에도 불구하고, 신인민군과 모로 민족 해방 전선과 같은 반군 조직들이 무장 봉기하여 마르코스대통령에게 반대의 뜻을 보였다. 그러나 마르코스는 군부를 동원하여 이들을 진압하고자 할 뿐이었고, 오히려 내전을 일으키는 원인으로 비쳐지기만 했다. 거기에다가 마르코스 일가의 권력 남용은 도를 넘어가기 시작했다. 배우자인 이멜다 마르코스는 국회의원(78-84), 마닐라 시장(76-86)직을 맡는가 하면 더 나아가서 휴먼 세틀레먼트의 장관(78-86)까지 맡게 되었다. 또한 장남인 페르디난드 "봉봉" 마르코스는 대통령 보좌관을 맡는 등, 마르코스의 측근과 일가가 권력을 독점해 부정부패를 일으켰다. 심지어 그 자신은 1978년부터 총리직까지 겸임했던 것이다.(페드로 파테르노 이후 공석이 되었으며 부활 후 살바도르 라우렐을 마지막으로 폐지했다.)
마르코스 정권 후기에는 가족, 친척, 측근들의 부정부패의 만연, 치안의 붕괴, 소득격차 등 경제적 불평등 확산, 그리고 각지의 변두리와 야산, 섬들에 근거를 둔 공산주의 게릴라들의 폭동으로 혼란에 빠졌다.

##### 부정 선거

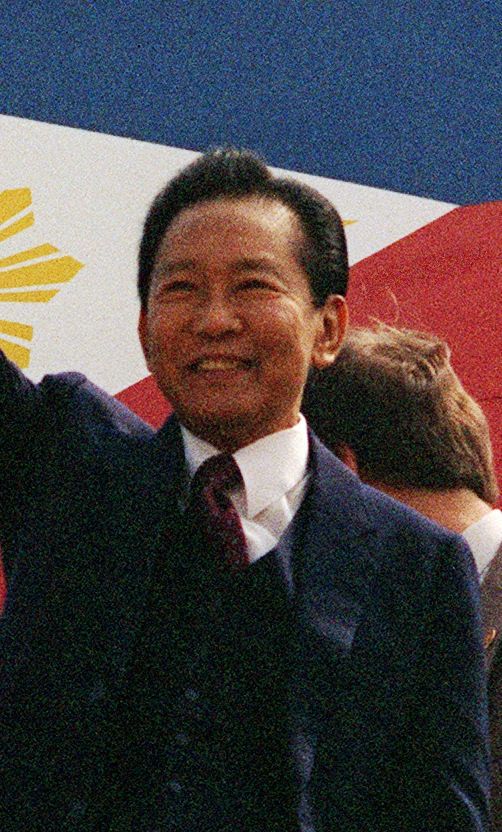
워싱턴 D.C.에 도착했던 때 (1983년).

1981년은 바티칸 시국의 교황 요한 바오로 2세가 방문하는 해였다. 마르코스는 이에 대비하여 계엄을 해제하였다. 하지만 그럼에도 불구하고, 마르코스의 권력 남용과 부패는 여전했다.
그 해에 대통령 선거가 있었다(페르난도 로페스 이후 부통령제를 폐지하였기 때문에, 톨렌티노 이전까지는 공석 기간이었다). 마르코스는 자신의 위상을 재확인할 목적으로 1986년 대통령선거를 치를 것을 요구했고 그대로 법으로 통과되었다. 이 선거에서 국민당 후보로 자신이 출마한 것은 물론이고, 알레호 산토스도 출마하였다. 연방당 후보로는 바르톨로메 카방방이 출마하였다. 그러나 아키노의 미망인 코라손 아키노 가 강력한 정적으로 등장해 야당 대통령 후보가 되었다.
물론 마르코스는 온갖 수법을 동원해 88% 투표율 속에서 당선되었다. 취임식 때는 이미 "종신 대통령"으로 자처한 뒤였다. 물론 그 해에 총리직을 사임했다.

#### 부정 선거와 저항
1983년 미국에 망명했던(1972년 마르코스의 계엄령 선포 이후 투옥되었다가 허가를 받고 망명함) 베니그노 아키노 2세(Benigno Aquino)가 마닐라 공항을 통해 귀국하다가 괴한들의 총에 맞고 암살당했다.(이후 이 공항은 그의 이름을 딴 니노이 아키노 국제공항으로 이름이 바뀐다.) 마르코스는 자신은 아니라고 성명서를 발표했다. 그러나 국민들은 믿어주지 않았다. 물론 베니그노 아키노 2세는 마르코스의 정적이었기 때문에, 이 사건을 대수롭지 않게 넘겼다. 하지만 이 사건을 계기로 마르코스는 범인으로 몰리게 되었고, 오히려 반정부 시위를 일으키는 요인으로 비쳐지기 시작했다. 정부가 개입되었다는 소문이 확산되면서 정부의 인기는 더욱 더 떨어졌다.

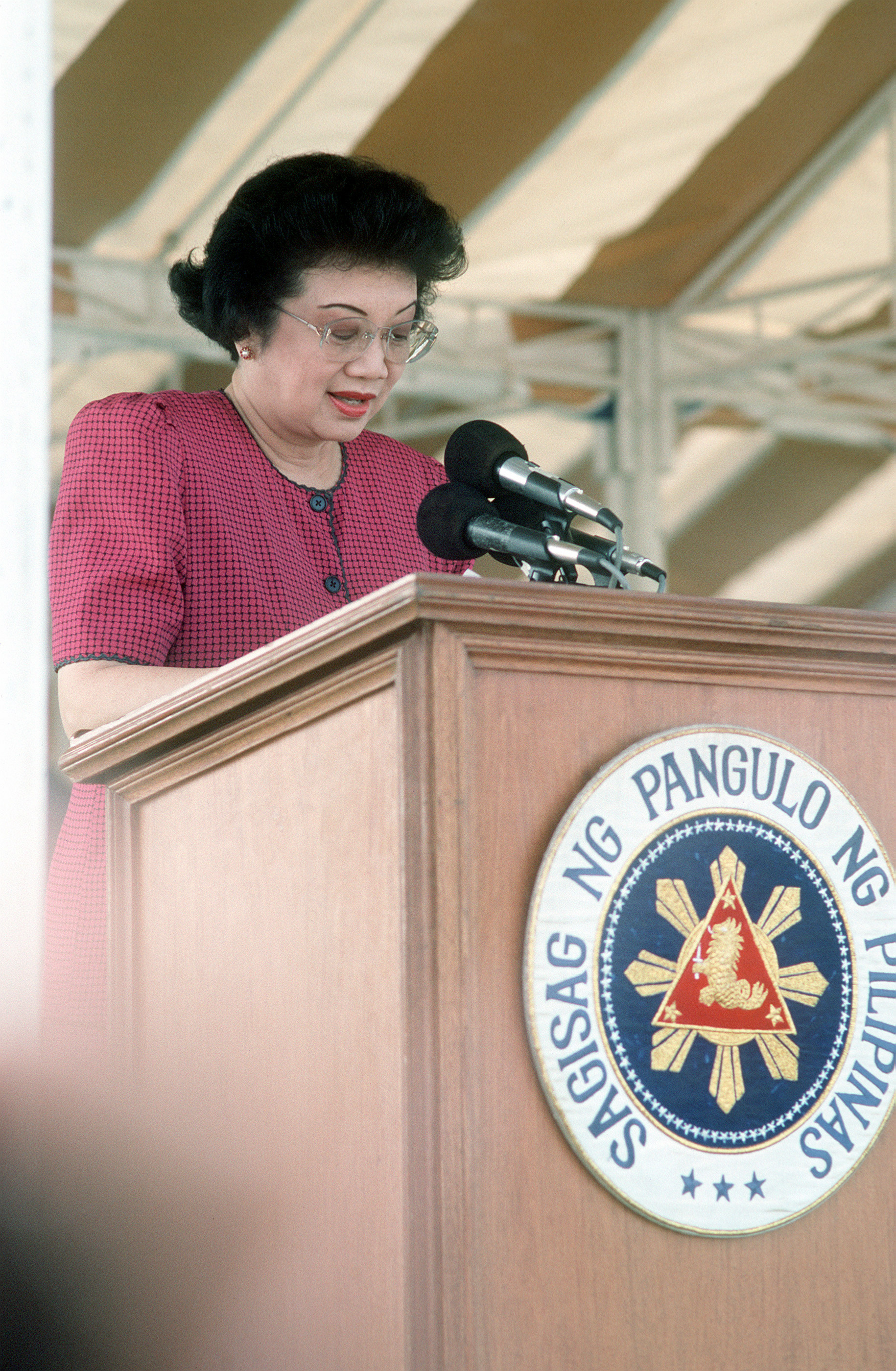
코라손 아키노

1986년 필리핀에서 정/부통령 선거가 있었다. 이 선거에서 베니그노 아키노 2세의 미망인 코라손 아키노(Corazon Aquino)가 야당 단일 후보로 출마했다. 처음에는 코라손이 유력했으나, 마르코스는 이에 아랑곳하지 않고 지속적인 부정을 저질러 개표를 지연시켰다.. 더욱이 그는 아르투로 톨렌티노를 부통령으로 임명하고 싶었던 것이다. 숱한 부정 끝에 마르코스는 당선에 성공했다.

### 생애 후반

#### 혁명과 망명
베니그노의 암살과 마르코스 대통령의 독재 및 비리에 관한 소문이 퍼지고 말았다. 1985년, 의회는 마르코스대통령을 부정선거, 부패, 범죄 등을 이유로 탄핵을 밟기 시작했다. 하지만 이러한 상황 속에서도, 마르코스는 지속적으로 권력 남용과 부정부패를 저질렀다. 급기야 1986년 대선을 계기로 필리핀 민중들과 로마 가톨릭은 비폭력주의 노선의 민중항쟁을 일으켰다. 이에 마르코스는 군부를 동원하여 시위를 진압하고자 했으나, 그들도 진압을 거부하였다. 2월 25일 마르코스는 대통령에 취임했으나, 정부는 코라손을 정식 대통령으로 인정하였다(물론 부통령 역시 살바도르 라우렐을 정식으로 인정하였다).
그러나 필리핀 군부 내에는 그의 지지층이 있었고, 필리핀 군부가 아키노와 자신의 지지세력으로 양분되어 있는 상태에서도 대통령직을 포기하지 않고 매달렸다. 결국 친아키노 진영과 친마르코스 진영 간의 갈등이 고조되어 유혈 사태가 예상되었으나 1986년 2월 25일 마르코스가 미국의 설득을 받아들여 대통령직을 사퇴하게 되면서 내전은 종식되었다. 그해 바로 미국의 주선으로 하와이로 망명하였다.

#### 사망
이후 아키노 정권과 라모스 정권 하에서 진상조사단이 구성되어 그의 대통령 재임기간 중, 마르코스와 그의 가족, 친지, 측근들의 뇌물 수수와 횡령 등 여러 가지 부정적인 수단으로 필리핀 경제를 유린해왔으며 그 규모가 수십 억 달러에 달한다는 증거들이 계속 밝혀지거나 폭로, 진술이 계속되었다. 얼마 뒤 마르코스와 이멜다는 미국 정부에 의해 밀수 혐의로 기소되었으나 곧 풀려났다.
이후 하와이에서 여생을 보냈고, 심장병으로 인해 1989년 9월 28일 하와이 호놀룰루에서 향년 72세로 사망하였다.

### 사후
사망 이후 마르코스의 안장에 대한 논란이 있었으나 치러지지 않았고, 베니그노 노이노이 아키노 대통령 역시 안장을 거부했다. 그러나 부인인 이멜다와 그의 지지자들은 안장을 해야 한다고 주장한다. 그에 대한 평가를 두고는 경제 성장을 이룬 인물이라는 시각과 인권을 탄압한 독재자라는 시각이 양립하고 있다.

## 저서
- 필리핀 국민과 역사 1, 2 (1983)
- 맨주먹과 밀실 (1996)

## 가족 관계
- 아버지: 마리아노 마르코스
- 어머니: 호세파 마르코스
- 부인: 이멜다 마르코스
  - 딸 : 아이미 마르코스
  - 아들 : 봉봉 마르코스
  - 딸 : 아이린 마르코스
  - 딸: 에이미 마르코스

## 평가와 비판
필리핀 역사상 최악의 대통령의 하나로 손꼽히는 마르코스이다.
그는 대한민국의 전 대통령인 박정희와 여러 가지 공통점이 있다는 평가도 있다. 우선 둘 다 1917년생으로 동갑이며, 임기 초반에 폭넓은 지지를 받은 것도 비슷하다. 또한 1972년에 계엄령을 선포하기도 했고, 정적에 대한 탄압과 인권유린을 한 것도 그런 점이다.
그러나 차이점이 있다는 평가도 있다. 우선 박정희는 경제를 발전시켰는데 반해, 마르코스는 경제를 악화시키고 나라를 부패로 이끈 인물이라 평가된다.
또한 박정희는 임기 중에 사망하였고, 마르코스는 사퇴 후 3년 뒤에 사망했다는 차이점도 있다.
마르코스는 망명 이후 조국에 가 보지도 못하고 하와이에서 생을 마쳤지만, 배우자를 비롯한 그의 유가족들은 필리핀으로 귀국하였다. 그리고 배우자인 이멜다는 2010년 하원의원으로 당선되었고, 그녀의 자녀들도 도전 중이다.
한편 망명 당시, 이멜다가 구입했던 수천개의 구두들이 대통령 관저 내부를 덮었다는 게 밝혀져 큰 화제가 되기도 했다.
마르코스는 필리핀의 사회에 큰 영향을 준 인물이었다. 계엄령 선포 이후 범죄율이 증가하는가 하면, 마르코스 가의 권력남용과 부정부패는 필리핀 경제를 망치는 요인으로만 적용했다. 마르코스 정권 출범 이후 한동안은 경제가 발전되고 사회가 안정적인 편이었지만, 계엄령 선포 이후에는 사회적인 문제가 고조되기도 했다. 하지만 마르코스는 다른 대통령들보다도 학교를 설립하고 교육 제도를 개정하는 등 교육 환경 개선을 위해 이바지하기도 했다.
그러나 마르코스가 대규모 인권유린을 저질렀다는 얘기도 있다.
1966년 당시 5만명을 파병 했던 대한민국이 월남 참전 7개국 협의회를 개최하려 하였으나 마르코스의 반대로 무산되었고 결국 1만명도 파병하지 않았던 필리핀에서 개최되었다. 당시 필리핀의 GDP는 세계 19위였다. 마르코스는 회의 시간에 박정희에게 발언권을 무시 하거나 시간을 짧게 주는 등 수모를 주었다. 박정희는 "우리도 당신들만큼 잘 살았으면 좋겠다"는 말을 남기고 두번 다시는 필리핀에 가지 않았다.

## 역대 선거 결과
| 선거명      | 직책명        | 대수 | 정당         | 득표율 | 득표수       | 결과 | 당락 |
| ----------- | ------------- | ---- | ------------ | ------ | ------------ | ---- | ---- |
| 1965년 선거 | 필리핀 대통령 | 10대 | 국민당       | 51.94% | 3,861,324표  | 1위  |      |
| 1969년 선거 | 필리핀 대통령 | 10대 | 국민당       | 62.24% | 5,017,343표  | 1위  |      |
| 1981년 선거 | 필리핀 대통령 | 10대 | 신사회운동당 | 88.02% | 18,309,360표 | 1위  |      |
| 1986년 선거 | 필리핀 대통령 | 11대 | 신사회운동당 | 53.62% | 10,807,197표 | 2위  | 낙선 |

## 같이 보기
- 독립운동
- 이멜다 마르코스
- 봉봉 마르코스
- 빅버드 작전
- 코라손 아키노
- 후안 폰스 에르닐
- 피델 라모스